# Hyundai Rotem (вагон метро)
Hyundai Rotem — модель электровагонов метрополитена, специально спроектированная и выпущенная южнокорейской компанией «Hyundai Rotem» для линии А Алма-Атинского метрополитена. В связи со страной производства обозначение подвижного состава отличается от привычного на постсоветском пространстве. Приписан к единственному электродепо Алма-Атинского метрополитена ТЧ-1 «Райымбек батыра».

## История
Впервые тендер на закупку перед вводом в эксплуатацию Алма-Атинского метрополитена — третьего после Днепровского и Казанского, открытого после распада СССР, — в 2011 году, был заключён в 2008 году.

## Общие сведения

### Назначение
Вагоны метрополитена производства южнокорейской компании «Hyundai Rotem» предназначены к эксплуатации на линиях метрополитена с шириной колеи 1520 мм, электрифицированных боковым контактным рельсом напряжением 750 В постоянного тока. Поезда могут эксплуатироваться как на подземных, так и на наземных участках линий, спроектированных по стандарту СНиП от 32.02.2002 с аналогично остальным метрополитенам на постсоветском пространстве (в том числе открытых после распада СССР — Днепровском и Казанском, а также построенных в РСФСР) максимально допустимой АЛС-АРС скоростью движения 80 км/ч. В Алма-Атинском метрополитене вместо АЛС-АРС эксплуатируется система безопасности Communication Based Train Control, поддерживающая автоведение.

### Составность
Электропоезда формируются из двух головных вагонов с кабиной управления и двух промежуточных.